# سمارکوو (استان اشوی‌داشکسیه)
سمارکوو (به لهستانی: Smarków) یک منطقهٔ مسکونی در لهستان است که در گمینا ستانپورکوو واقع شده‌است. سمارکوو ۴۱۰ نفر جمعیت دارد.